# Harry Steel
Harry Dwight Steel (8. dubna 1899 East Sparta, Ohio, USA – 8. října 1971 London) byl americký zápasník.
V roce 1924 vybojoval na olympijských hrách v Paříži zlatou medaili ve volném stylu v těžké váze.